# 찰리 와츠
찰리 로버트 와츠(영어: Charlie Robert Watts, 1941년 6월 2일 ~ 2021년 8월 24일)는 영국의 음악가로, 전설적인 록 밴드인 롤링 스톤스의 드러머로 세계적인 명성을 얻었다. 60년이 넘게 활동을 지속한 그는 역사상 가장 위대한 드러머 중 한 명으로 언급된다. 오랜기간 믹 재거, 키스 리처즈, 믹 테일러, 로니 우드와 함께 활동했으며, 재즈의 영향을 받은 독특한 연주로 그룹의 독창성 넘치는 음악을 만드는데 기여했다. 또한 스톤스 이외에 자신이 이끄는 재즈 밴드 '찰리 와츠 퀸텟'에서도 활동하였다. 1989년 로큰롤 명예의 전당, 2004년 영국 음악 명예의 전당에 헌액되었다.